# Xanthopimpla lambertoni
Xanthopimpla lambertoni är en stekelart som beskrevs av André Seyrig 1934. Xanthopimpla lambertoni ingår i släktet Xanthopimpla och familjen brokparasitsteklar. Inga underarter finns listade i Catalogue of Life.